# Andrena ovatula
Andrena ovatula je palearktična vrsta samotarskih divjih čebel, ki je razširjena v Evropi in zahodni Aziji.

## Opis
Gnezdo si ta vrsta naredi v podzemnih rovih, ki jih sama izkoplje. Ta vrsta čebel je v Sloveniji bivoltina (leglo ne prezimuje, naslednje pa je diapavzno). Leta med aprilom in junijem ter med julijem in septembrom.